# SJ X61
De X61 van het type Coradia Nordic van Alstom is een elektrisch treinstel, bestaande uit vier bakken, voor het regionaal personenvervoer in Skåneland in Zuid-Zweden.

## Geschiedenis
De Alstom Coradia Nordic is afgeleid van de Alstom Coradia LIREX. Dit treinstel is een lichtgewichttrein met lage vloer over de hele lengte. Het acroniem LIREX staat voor Leichter innovativer Regionalexpress.
Op 16 augustus 2010 werd het eerste treinstel door Skånetrafiken in gebruik genomen. Op dat moment waren er negen van de 49 treinen afgeleverd. Voor het niet tijdig leveren van de treinen werd aan de fabrikant Alstom een boete opgelegd. Nog eens 25 treinstellen werden vanaf 2017 in gebruik genomen.

## Constructie en techniek
Het treinstel is opgebouwd uit een aluminium frame. Door de aanwezigheid van veel deuren en de lichte bouw kunnen in korte tijd veel passagiers worden vervoerd. Het treinstel is uitgerust met luchtvering.

### Nummers
De treinen worden in verschillende regio's als volgt genummerd:
| Vervoersauthoriteit   | vervoerder         | type | aantal          | nummers       | levering                 | opmerking |
| --------------------- | ------------------ | ---- | --------------- | ------------- | ------------------------ | --------- |
| Skånetrafiken         | Pågatågen          | X61  | 49 20 25 (2017) | 61.001-61.049 | 2009-2011 2013-2014 2017 |           |
| Östgötatrafiken       | Arriva             | X61  | 5 8 optie: 2    | 61.301-61.305 | 2010 2015                |           |
| Jönköpings Länstrafik | Veolia             | X61  | 2               | -             | 2010                     |           |
| Västtrafik            | SJ Götalandståg AB | X61  | 11 optie: 11    | -             | 2010-2012                |           |

### Namen
De treinen van Skånetrafiken werden voorzien van de volgende namen:
- 001: Sally Bauer
- 002: Victoria Benediktsson
- 006: Max Lundgren
- 007: Birgit Nilsson
- 008: Ernst-Hugo Järegård
- 009: Östen Warnerbring
- 010: Nils Poppe
- 011: Elsa Andersson
- 012: Lille Mads
- 013: Märta Måås-Fjetterström
- 014: Ålakungen
- 015: Sonja Stjernquist
- 016: Frans Henrik Kockum
- 017: Signe Jansson
- 018: Thorun Bülow-Hübe
- 019: David H Ingvar
- 020: Fader Gunnar
- 021: Alice Lyttkens
- 022: Posta-Nilla
- 023: Rio-Kalle
- 024: Uarda

## Treindiensten
De treinen worden in verschillende regio's ingezet voor het personenvervoer:
| concessie             | vervoerder | traject                    | opmerking                 |
| --------------------- | ---------- | -------------------------- | ------------------------- |
| Skånetrafiken         | Pågatågen  | Volledige netwerk          |                           |
| Östgötatrafiken       |            | Norrköping - Motala/Nässjö |                           |
| Jönköpings Länstrafik |            | -                          | Terug bij Östgötatrafiken |
| Västtrafik            |            | Treinen in Västra Götaland |                           |

## Foto's

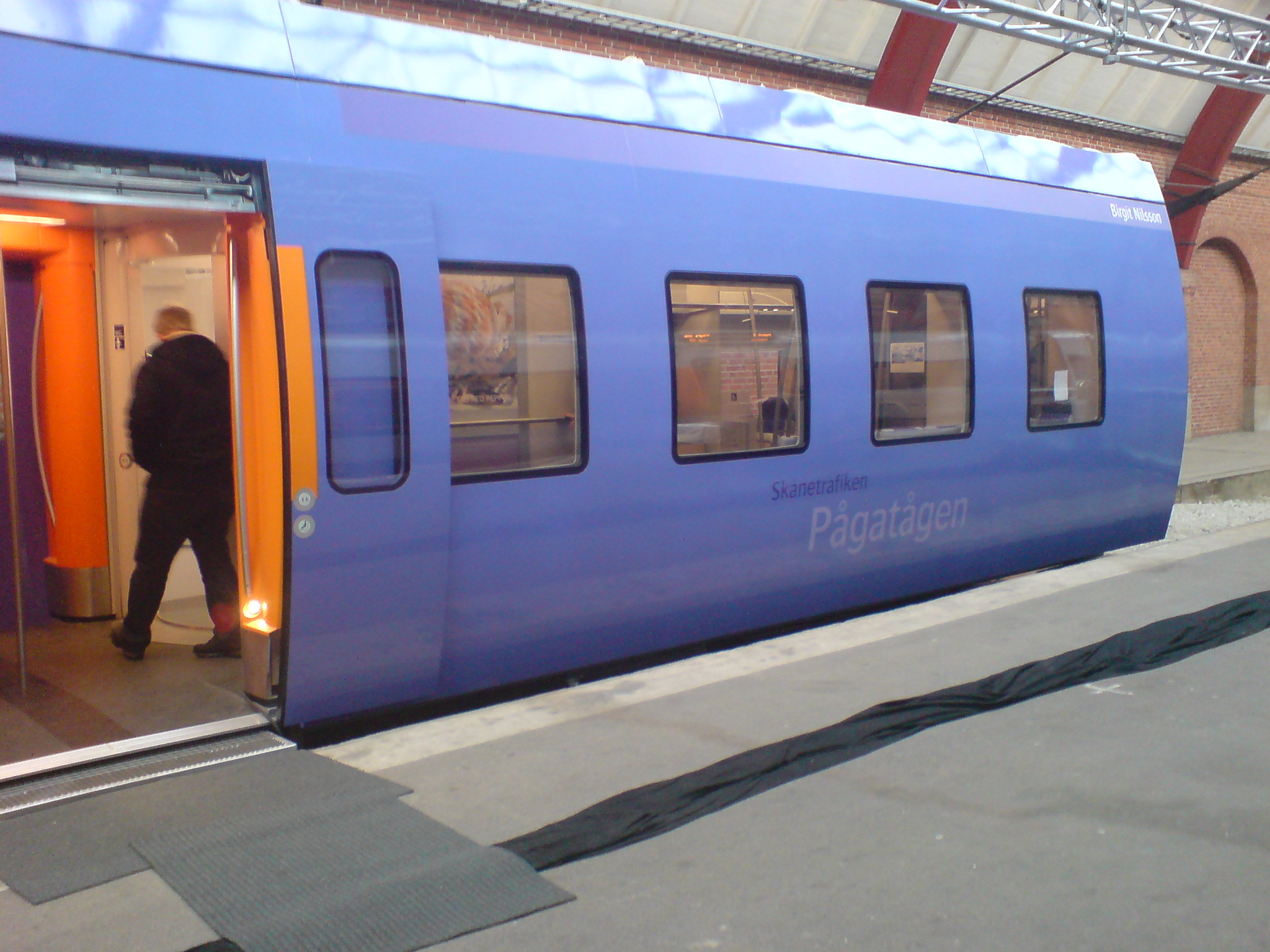
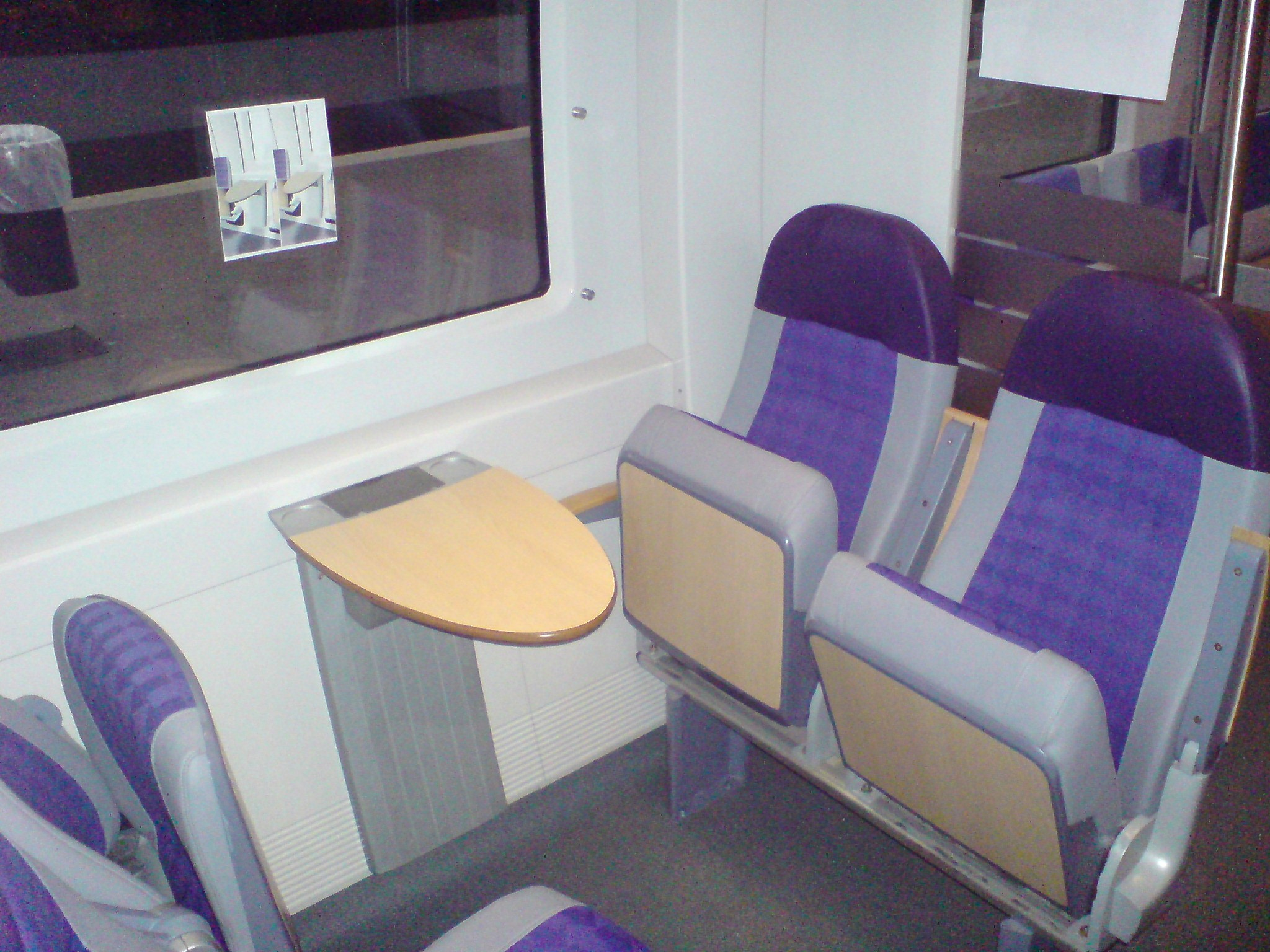
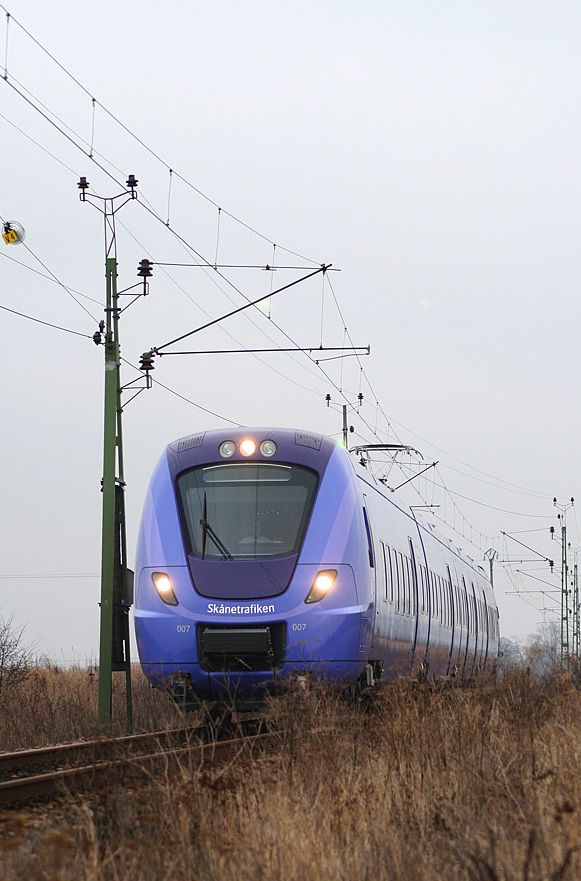
SJ X61.007 van de Skånetrafiken op 4 december 2009 te Teckomatorp